# チャールズ・アドラー (1886年生の俳優)
チャールズ・アドラー（Charles Adler、1886年3月21日 - 1966年1月29日）は、アメリカ合衆国の俳優。
父は俳優のジェイコブ・P・アドラー、母は女優のサラ・アドラーen。

## 出演作品
- Artists and Models Abroad
- Thrill of a Lifetime
- Dough-Nuts
- Stage Struck
- The Singing Kid
- They're off
- Thanks a Million